# Jürgen Strube

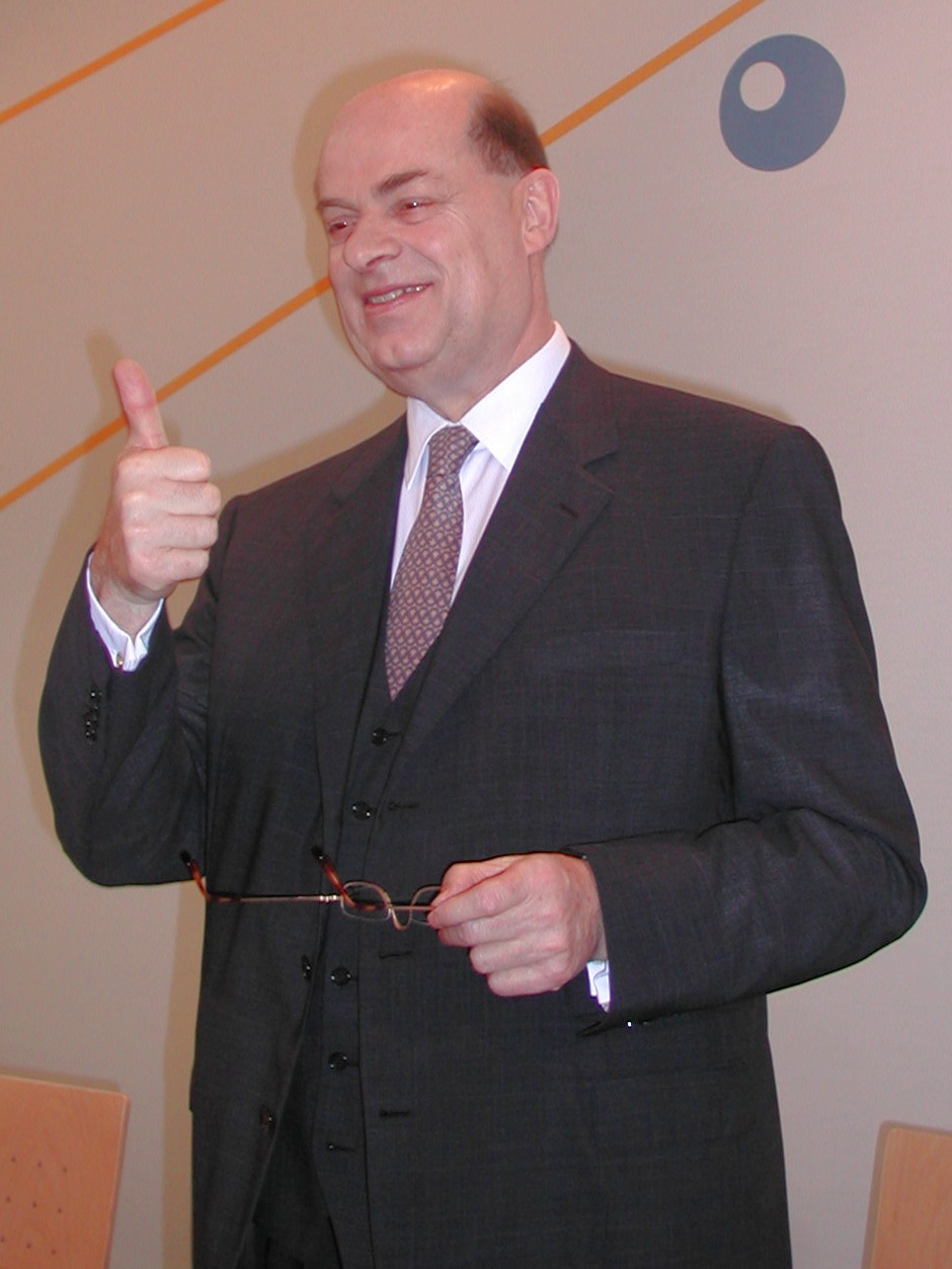
Jürgen Strube auf der Bilanzpressekonferenz der BASF 2018.

Jürgen Friedrich Strube (* 19. August 1939 in Bochum) ist ein deutscher Manager. Er war von 1990 bis 2003 Vorstandsvorsitzender und von 2003 bis 2009 Aufsichtsratsvorsitzender von BASF.

## Leben
Nach dem Abitur in Bochum 1959 studierte Strube von 1960 bis 1964 Jura in Freiburg, Genf und München. 1965 heiratete er und wurde Vater einer Tochter. 1967 wurde er zum Dr. jur. in München promoviert und absolvierte dort 1968 das 2. juristische Staatsexamen. Er war Stipendiat der Studienstiftung des deutschen Volkes.

## Wirken
Strube trat 1969 in das Finanzressort der BASF ein. Nach Stationen in Belgien, Deutschland und Brasilien wurde er 1985 zum Mitglied des Vorstands berufen, zunächst mit Sitz in New Jersey, ab 1988 in Ludwigshafen. Zwei Jahre später wurde er zum Vorsitzenden des Vorstands ernannt. Nach seinem Ausscheiden aus dem Vorstand im Jahr 2003 wurde Strube in den Aufsichtsrat der BASF gewählt, dessen Vorsitz er bis Ende April 2009 innehatte. Seitdem ist er Ehrenvorsitzender des Gremiums. Von Juli 2003 bis Juni 2005 war er Präsident von UNICE, des Dachverbands der europäischen Industrie- und Arbeitgeberverbände in Brüssel (heute: BusinessEurope). Er war unter anderem Vorsitzender des Aufsichtsrats von Fuchs Petrolub in Mannheim sowie Mitglied des Aufsichtsrats des Bertelsmann-Konzerns und Mitglied des Beirats der Bertelsmann-Stiftung.
Mit seinem vielfältigen gesellschaftspolitischen Engagement hat Strube auch über die BASF hinaus wesentliche Impulse für Wirtschaft, Politik und Kultur gegeben. Er war Mitglied des Präsidiums des Verbandes der Chemischen Industrie (VCI) und dessen Präsident von 1996 bis 1997. Er war Gründungsmitglied der „Initiative für Beschäftigung“, des TABD (Transatlantic Business Dialogue), des MEBF (Mercosur-Europe-Business-Forum), der Initiative Rhein-Neckar-Dreieck, jetzt Metropolregion Rhein-Neckar, der ZIRP (Zukunftsinitiative Rheinland-Pfalz) und Mitglied des Vorstands des Stifterverbands für die Deutsche Wissenschaft. Außerdem war er Vorsitzender des Kuratoriums des Wittenberg Zentrums für Globale Ethik. 2017 gründete er mit seiner Tochter die gemeinnützige Strube Stiftung im Andenken an seine verstorbene Frau.

## Ehrungen
- 1995: „Honored Dignitary“ (Dr. h. c.) der University of Maryland, University College, USA
- 1997: Ehrensenator der Deutschen Hochschule für Verwaltungswissenschaften, Speyer
- 1998: Ehrensenator der Universität Mannheim
- 1999: Verleihung der Centenary-Medaille der SCI, London (Society of Chemical Industry)
- 1999: Honorarprofessor an der Hochschule für Verwaltungswissenschaften Speyer
- 2000: Bundesverdienstkreuz 1. Klasse
- 2001: Verleihung des McCloy Award, New York
- 2002: Manager des Jahres in Deutschland
- 2003: Verdienstorden des Landes Rheinland-Pfalz
- 2003: Ehrensenator der Ruprecht-Karls-Universität Heidelberg
- 2003: Rhein-Neckar-Dreieck Award
- 2003: Ehrendoktorwürde der European Business School, Oestrich-Winkel
- 2003: Verleihung des Verdienstordens des Landes Rheinland-Pfalz
- 2005: Verleihung des „International Palladium Medal Award“ in New York durch die Société de Chimie Industrielle (American Section)
- 2009: Aufnahme in die „Hall of Fame“
- 2011: Hanns Martin Schleyer-Preis
- 2013: Großes Bundesverdienstkreuz[2]
- 2014: Ehrendoktor der Handelshochschule Leipzig